# Kō Shibasaki
Kō Shibasaki (柴咲コウ?, Shibasaki Kō; Tokyo, 5 agosto 1981) è un'attrice e cantante giapponese.

## Biografia
Kō Shibasaki nasce a Tokyo nel 1981, e sin da piccola dimostra di avere grande talento per la recitazione. A 12 anni viene scelta per alcune pubblicità giapponesi, mentre a 14 entra per la prima volta nel mondo dello spettacolo, interpretando diversi ruoli da protagonista in vari telefilm di scarso successo, che non le danno prestigio, ma che le sono serviti a entrare nel giro. È scelta dal regista Kinji Fukasaku per un ruolo fondamentale nel film Battle Royale del 2000. L'appena diciannovenne Shibasaki interpreta la terribile Mitsuko Soma, diavolo satanico con tanto di falce e stun gun. Grazie a questa complessa interpretazione la ragazza viene richiesta per altri film, e nello stesso anno gira Tokyo Raiders - Nell'occhio dell'intrigo, mentre l'anno successivo è la volta di Go e Drive.
Nel 2003 ritorna in televisione nel telefilm Good Luck!!, serie di grande successo che la farà ritornare nota al di fuori del suo continente dopo il grande successo di Battle Royale, ma che le farà rifiutare un ruolo internazionale: il regista Quentin Tarantino la sceglie infatti per un ruolo nel suo Kill Bill, ma l'attrice giapponese non cede alla proposta del regista statunitense. La Shibasaki, impegnata con Good Luck!! e nella registrazione di nuovi brani come Invitation, rifiuta a malincuore il ruolo che verrà cancellato di Yuki, sorella gemella di Gogo Yubari, interpretata dalla celebre Chiaki Kuriyama, con la quale Kō e Chiaki aveva lavorato nel film Battle Royale.
Sarebbe dovuto, inoltre, essere il personaggio di Yuki (che significa neve) ad accoltellare l'uomo d'affari ai genitali nella famosa scena e sempre lei che avrebbe dovuto vendicarsi a sua volta dopo l'uccisione di Gogo, che sarebbe dovuta avvenire davanti ai suoi occhi e in modo diverso: una sanguinante Gogo avrebbe cercato di scappare salendo le scale, ma la sposa l'avrebbe afferrata con la catena rotante, colpendola alla testa con la palla di piombo, facendola rotolare a terra morta. L'episodio in cui Yuki si vendica della sposa, venendo però uccisa, sarebbe dovuto comparire all'inizio del primo volume subito dopo l'uccisione di Vernita Green, e il suo titolo era La vendetta di Yuki.
Gira invece il film horror The Call - Non rispondere del regista Takashi Miike, affiancata dalla celebre Anna Nagata, che interpreta il ruolo della sua migliore amica, prima vittima del misterioso killer. Shibasaki invece ricopre il ruolo di Yumi, la protagonista che risolverà il terribile caso.

## Carriera nella musica
Kō esordisce come cantante con la Trust my feelings. Successivamente interpreta una serie di brani per la televisione, molti dei quali sigle famose di celebri spot giapponesi. Con Rui e Nemurenai yoru wa nemuaranai yume wo pubblica il suo primo album, Mitsu. La star diventa la cantante giapponese del momento e viene considerata l'erede di Meiko Kaji.
Il suo singolo di maggior successo è sicuramente Invitation, nel cui videoclip la giovane Kō, con un insolito caschetto castano e una vestaglia blu guarda all'orizzonte da un terrazzo giapponese e lancia degli aeroplanini di carta colorata contenenti un messaggio, presumibilmente un invito, a due giovani innamorati. Uno dei due lo riceve per primo e comincia a correre alla ricerca disperata del suo amore taciuto, ma ben presto anche l'altra riceve l'insolito messaggio e corre a perdifiato. Le inquadrature si soffermano sui corpi dei giovani intenti a correre mentre la Shibasaki canta spensierata sotto un cielo celeste dalle nuvole sfumate. Finalmente i due riescono ad incontrarsi e si scambiano gli inviti. La cantante li osserva e se ne va, mentre i due si stringono lentamente le mani e l'ultimo aeroplanino vola nel cielo.
Altri brani importanti della cantante sono Kage, sigla del dorama Byakuyakō del 2006, Ikutsuka no sora cantato per la colonna sonora del film The Call, e A no hito ko no hito. Nel videoclip di Katachi arumono la cantante è intenta ad osservare una boccia di vetro con due pesci rossi. La forza dei sensi e del vento è molto presente in questo video ambientato in una bellissima casa giapponese dal sapore ottocentesco e della natura, dominata dalla sensitività e dalla purezza.

## Filmografia

### Cinema
- Tokyo Raiders - Nell'occhio dell'intrigo (Dong jing gong lüe), regia di Jingle Ma (2000)
- Tôkyô gomi onna, regia di Ryūichi Hiroki (2000)
- Battle Royale (Batoru rowaiaru), regia di Kinji Fukasaku (2000)
- Hashire! Ichiro, regia di Kazuki Ōmori (2001)
- Kakashi, regia di Norio Tsuruta (2001)
- Go, regia di Isao Yukisada (2001)
- Kewaishi, regia di Mitsutoshi Tanaka (2001)
- Soundtrack, regia di Ken Nikai (2002)
- Drive, regia di SABU (2002)
- Yomigaeri, regia di Akihiko Shiota (2002)
- The Call - Non rispondere (Chakushin ari), regia di Takashi Miike (2003)
- Sekai no chūshin de, ai o sakebu, regia di Isao Yukisada (2004)
- Densetsu no wani Jeiku, regia di Isshin Inudô (2004)
- Mezon do Himiko, regia di Isshin Inudô (2005)
- Kenchô no hoshi, regia di Hiroshi Nishitani (2006)
- Memories of Matsuko (Kiraware Matsuko no isshô), regia di Tetsuya Nakashima (2006)
- Nihon chinbotsu, regia di Shinji Higuchi (2006)
- Dororo, regia di Akihiko Shiota (2007)
- Ken il guerriero - La leggenda di Raoul (Shin kyûseishu densetsu Hokuto no Ken: Raô den - Gekitô no shô), regia di Toshiki Hirano (2007)
- Maiko haaaan!!!, regia di Nobuo Mizuta (2007)
- Shaolin Girl (Shôrin shôjo), regia di Katsuyuki Motohiro (2008)
- Yôgisha X no kenshin, regia di Hiroshi Nishitani (2008)
- Shokudo katatsumuri, regia di Mai Tominaga (2010)
- Ôoku, regia di Fuminori Kaneko (2010)
- Sû-chan, Mai-chan, Sawako-san, regia di Osamu Minorikawa (2012)
- 47 Ronin, regia di Carl Rinsch (2013)
- Seiten no hekireki, regia di Gekidan Hitori (2014)
- Over Your Dead Body (Kuime), regia di Takashi Miike (2014)
- Nobunaga Concerto: The Movie, regia di Hiroaki Matsuyama (2016)
- Neko to jiichan, regia di Mitsuaki Iwagô (2019)
- Moeyo Ken, regia di Masato Harada (2020)
- Il ragazzo e l'airone (Kimi-tachi wa dō ikiru ka), regia di Hayao Miyazaki (2023)
- Hebi no michi, regia di Kiyoshi Kurosawa (2024)

### Dorama
- LxIxVxE – serie TV, episodi 1x1-1x12 (1999)
- Kowai dôwa – serie TV (1999)
- Densetsu no kyôshi – serie TV (2000)
- Straight News – serie TV, episodi 1x2 (2000)
- Let's Go Nagatacho – serie TV, 10 episodi (2001)
- California Dreamin' – serie TV, 10 episodi (2002)
- Sora kara furu ichioku no hoshi – serie TV, 11 episodi (2002)
- Ren'ai hensachi – serie TV (2002)
- Psycho Doctor – miniserie TV (2002)
- Good Luck!! – miniserie TV (2003)
- Dr. Kotô Shinryôjo – serie TV (2003)
- Orange Days (Orenji deizu) – serie TV, 11 episodi (2004)
- Wagaya no rekishi – serie TV (2010)
- Rikon shindorômu: Tsuma ni ima sugu detette! to iwaretara, regia di Noriyoshi Sakuma – film TV (2010)
- Gaikôkan Kuroda Kôsaku – serie TV, 10 episodi (2011)
- Galileo (Garireo) – serie TV, 11 episodi (2007-2013)
- Galileo XX: Utsumi Kaoru no Saigo no jiken Moteasobu, regia di Hiroshi Nishitani – film TV (2013)
- Andō Lloyd: A.I. knows Love? (Andô Lloyd) – miniserie TV (2013)
- Nobunaga Concerto – miniserie TV (2014)
- Marumaru Tsuma – miniserie TV (2015)
- Koori no wadachi, regia di Tomoyuki Takimoto – film TV (2016)
- Onna joushu Naotora – miniserie TV (2017)
- Dele – serie TV, episodi 1x5 (2018)
- The House on the Slope – miniserie TV (2019)
- Eru – serie TV, episodi 1x1 (2020)
- 35-Year-Old Girl – serie TV, 10 episodi (2020)

## Discografia

### Album
- Mitsu

### Singoli
1. "Trust My Feelings" – Released July 24, 2002
2. "Tsuki no Shizuku" (月のしずく?) (as Rui) – January 15, 2003
3. "Nemurenai Yoru wa Nemuranai Yume o" (眠レナイ夜ハ眠ラナイ夢ヲ?) – June 4, 2003
4. "Omoide Dake de wa Tsurasugiru" (思い出だけではつらすぎる?) – September 3, 2003
5. "Ikutsuka no Sora" (いくつかの空?) – January 14, 2004
6. "Katachi Aru Mono" (かたちあるもの?) – August 11, 2004
7. "Glitter" – February 16, 2005
8. "Sweet Mom" – October 5, 2005
9. "Kage" (影?) – February 15, 2006
10. Invitation – August 9, 2006
11. "Actuality" – December 6, 2006]
12. "At Home" – February 21, 2007
13. "Hitokoi Meguri" (ひと恋めぐり?) – March 28, 2007
14. "Prism" (プリズム?) – May 30, 2007
15. "Kiss Shite" (KISSして?) (as Koh+; collaboration with Masaharu Fukuyama) – November 21, 2007
16. "Yoku Aru Hanashi (Mofuku no Onna Hen)" (よくある話～喪服の女編～?) – June 4, 2008
17. "Saiai" (最愛?) (as Koh+) – October 1, 2008
18. "Kimi no Koe" (digital single) – September 13, 2008
19. "Taisetsu ni Suru yo" (大切にするよ?) – March 4, 2009
20. "Lover Soul" (ラバソー～lover soul～?) – September 16, 2009 (number 3) (24,338 copies sold)
21. "Honto Da yo" (ホントだよ?) – April 14, 2010
22. "Euphoria" – November 10, 2010[1] (collaboration with Androp)

- Tsuzuki No Hara
- Shura No Hana
- Oboro
- Kasaki
- Shizukana Hibi No Kaidan Wo (con i Dragon Ash)
- Shikoku
- Domo
- A no Hito Ko No Hito